# إبشتاين
اباشتاين (بالألمانية: Eppstein) هي مدينة و بلدة ألمانية تقع في ألمانيا في ماين-تاونوس. يقدر عدد سكانها بـ 13,341 نسمة .